# イメージ
イメージまたは心的イメージ、心象、形象、印象とは、「心象」・「印象」・「形象」・「着想」・「想像」・「一般的印象」・「意味合い」・「感覚」・「感じ」等の言葉に置き換えられる。心に思い浮かべる像や情景。ある物事についていだく全体的な感じ。また、心の中に思い描くことを言う。また、何かの物体、出来事、または情景などを知覚する経験に極めて似通った経験であるが、対象となるはずの当の物体、出来事、また情景が感覚において現前していないような経験を言う（McKellar, 1957年、Richardson, 1969年、Finke, 1989年、Thomas, 2003年）。このような経験の本質や、何がこのような経験を可能としているのか、また、この経験に機能が存在する場合、それらは何なのかは、長年にわたり、哲学、心理学、認知科学、更に近年は神経科学における研究と議論の主題であった。

## イメージとは何か
現代の研究者たちがこのような経験について、イメージは知覚のどのモードでも起こり得るとしているため、人は、聴覚イメージ（Reisberg, 1992年）、嗅覚イメージ（Bensafi et al., 2003年）、その他の諸イメージを経験することが可能となる。とはいえ、この問題についての哲学的及び科学的研究のほとんど大部分は、「視覚」イメージを中心の主題としている。人類と同様に、多様な種類の動物たちがまた、心的イメージを経験する能力を有すると広く推定されている。しかし、この現象の根本的に主観的な性質からして、この推定を支持する証拠も、反駁する証拠も、見出すことはできない。
バークレー、そしてヒュームのような哲学者や、ヴント及びジェイムズのような初期の経験主義心理学者は、一般に観念（ideas）が心的イメージであると考えていた。今日にあっては、イメージは心的表象として働き、記憶と思考において重要な役割を果たしていると広く信じられている（Allan Paivio, 1986年、Kieran Egan, 1992年、Lawrence W. Barsalou, 1999年、Prinz, 2002年）。
実際、ある研究者は、イメージとは「定義からして」内的で、心的またはニューラルな表象（representation）の形式として理解するのが最も妥当だと示唆するまでに至っている（Ned Block, 1983年; Stephen Kosslyn, 1983年）。とはいえ、別の研究者は、イメージの知覚経験とは、心または大脳におけるこのような表象といかなる意味でも同等ではないし、このような表象から直接に導かれる訳でもないと主張している（サルトル, 1940年、ギルバート・ライル, 1949年、スキナー, 1974年、Thomas, 1999年、Bartolomeo, 2002年、Bennett & Hacker, 2003年）。

## イメージは大脳内で何を構成するか
我々は、読書をしているとき、何かの出来事について心的なイメージが把握できたように感じるのは何ゆえなのか、不思議に思うことがある。また白昼夢を見ていた場合にも疑問は起こる。このような経験で得られる心的イメージは、あたかも頭のなかに絵があるように見える。例えば、音楽家が歌を聞く場合、時として頭のなかで歌の「音符」が見えることがある。これは残像（after-image）とは異なっている。例えば、何かの出来事から誘導された残像は、意識的なコントロールの許にはないと考えられている。しかし、他方、想像において、あるいは心のなかでイメージを想起する場合、イメージは意志の自由になると考えられる。それ故、イメージまたは心像というものは、様々な意識的コントロールの度合いを持つものとして特徴付けられる。
ある生物学者たちによれば、我々は環境世界についての経験を、心的イメージとして蓄積しており、心的イメージは他の心的イメージと連合されたり比較され、こうしてまったく新しいイメージが合成されるのだとされる。例えば、夢を見たり、想像力を働かす場合に、このようなことが起こる。この理論は、このような過程によって、我々は、世界がどのように働くかに関する有用な理論を、心的イメージの適切な連続に基づいて構成することが可能になり、この機構は、推論・演繹あるいはシミュレーションの過程を通じて得られる結果などを直接に経験しなくとも成り立つと主張する。人間以外の生物が、このような能力を持っているかどうかは議論されている（「動物の認識」を参照）。

## 心的イメージについての哲学の解釈
心的イメージは、知識の研究にとって要の問題であるため、今も昔も哲学において重要な主題である。『国家』第7巻において、プラトンは、洞窟のなかの囚人のメタファー（暗喩）を使用している。囚人は束縛され身動きできない状態で、光源である火を背にして座り、彼の前にある壁を見ている。彼らは、人々が彼の背後で運んでくる色々な物体が投影された影を見るのである。人々が運んでくる物体とは、世界のなかに存在する真なる事物のことである。囚人は、経験によって得られたセンスデータを元に心的イメージを造り出す人間に似ている、とソクラテスは説明する。
もっと後では、バークレー司教が、その観念論の理論において、似たような考えを主張している。バークレーは、実在は心的イメージ（心の表象）と等価である－我々が抱く心的イメージは、別の物質的実在（material reality）の複写ではなく、実在それ自体であると述べた。とはいえ、バークレーは、彼が外的世界を構成すると見なすイメージと、個人の想像力が生み出すイメージを明瞭に区別した。バークレーに従うと、後者のみが、今日における用語法の意味での「心的イメージ（心像）」と見なされる。
18世紀の英国の文筆家であるサミュエル・ジョンソン博士は、観念論を批判している。スコットランドで屋外を散歩していたとき、観念論の是非について問われた彼は、断言して次のように答えた。「かくのごとく、そんなものは否定する」ジョンソンは傍らの大きな岩を脚で蹴り、脚が跳ね返るのを示しつつ、かく述べた。彼の主張のポイントは、岩が心的イメージであって、それ自身の物質的実在を有しないとする概念（concept）、考え（thought）、アイデア（idea）は、彼がまさに岩を蹴ることで経験した痛みのセンスデータの説明としては妥当ではないと云うことである。